# Stephen Harper
Stephen Joseph Harper (Toronto, 30 de abril de 1959) es un político canadiense, 22.º primer ministro de Canadá, y exlíder del Partido Conservador. Su victoria en las elecciones generales de enero de 2006 puso fin a doce años de gobiernos hegemónicos del Partido Liberal. Los conservadores perdieron las elecciones federales de 2015 frente al Justin Trudeau poniendo fin a nueve años de mandato de Harper. Su gobierno hizo hincapié en la reducción de impuestos y la reducción de la deuda, y ganó por poco el apoyo parlamentario para una extensión de las fuerzas canadienses que se habían desplegado en Afganistán después de los ataques del 11 de septiembre contra los Estados Unidos en 2001. 
A pesar de la defensa anterior de Harper para la protección del medio ambiente, en 2007 su administración se distanció oficialmente de los objetivos de emisiones descritos en el Protocolo de Kyoto, clasificándolos como inalcanzables. La administración propuso la Ley de Aire Limpio, que establece directrices más ambiguas y una línea de tiempo más generosa para cumplir con los objetivos de emisiones, como una alternativa para hacer frente al cambio climático. El acto provocó duras críticas de los grupos ecologistas y de la oposición liberal. 
Más tarde ese año, Harper dio el inicio a una serie de programas destinados a asegurar la soberanía de Canadá sobre las aguas del Ártico en un esfuerzo por garantizar el acceso a los recursos potenciales de petróleo en el fondo marino. En 2008, bajo la presión resultante del aumento de las víctimas en Afganistán, presentó una moción exitosa que establecía una fecha de retirada firme para las tropas canadienses. Ese año, Harper también emitió una disculpa formal por el tratamiento de los pueblos indígenas en los internados. Estas escuelas, que se abrieron en la década de 1870, fueron diseñadas para borrar la identidad cultural de los niños indígenas y asimilarlos por la fuerza a la sociedad canadiense en general. 
En octubre de 2013, Harper y el presidente de la UE, José Manuel Barroso, anunciaron un histórico acuerdo de libre comercio entre Canadá y la UE, que eliminaría inmediatamente el 98 por ciento de los aranceles, promovería el movimiento laboral y fomentaría la inversión extranjera. Estaba programado para ser promulgado en 2015. En marzo de 2014, las últimas tropas canadienses estacionadas en Afganistán regresaron, adhiriéndose al calendario que Harper había anunciado en 2012, y Harper se unió a otros gobiernos del G7 para condenar la incursión rusa en Crimea de Ucrania. Visitó Ucrania y se reunió con su primer ministro y presidente para expresar su apoyo a la soberanía del país. También anunció sanciones contra los rusos y ucranianos involucrados en la anexión.
De vuelta en el frente nacional, en mayo de 2014 Harper anunció la promulgación de un plan nacional de conservación destinado a unificar los esfuerzos para preservar las áreas naturales en todo el país. En respuesta a los atentados terroristas, el gobierno de Harper presionó al Parlamento para que fortaleciera la legislación antiterrorista existente, lo que hizo en mayo de 2015 con la aprobación del proyecto de ley C-51. La controvertida legislación (a la que se oponen muchos de la izquierda como una violación de las libertades civiles) autorizó el intercambio de información privada entre 17 organizaciones gubernamentales y amplió la cartera del Servicio Canadiense de Inteligencia de Seguridad (CSIS) para incluir acciones preventivas.

## Biografía
Hizo sus primeros estudios en la Escuela Pública Northlea.
Tiene dos hijos: Benjamin, nacido en 1996, y Rachel, nacida en 1999.
Es miembro del Parlamento desde 1993, por la provincia de Alberta.
A los 19 años, tras un brevísimo paso por la Universidad de Toronto, se trasladó a la provincia de Alberta para trabajar en una empresa petrolera. Allí se graduó en economía y obtuvo un máster en la Universidad de Calgary. Su carrera política comenzó en 1988 al presentarse como candidato a las elecciones de la Cámara de los Comunes, por el partido Reformista. Al ser derrotado en estas elecciones, volvió a intentarlo en 1993, en las que resultó elegido como nuevo miembro de la Cámara, por la circunscripción de Calgary Oeste.
En 1997, abandonó el Parlamento y asumió la vicepresidencia y posteriormente la presidencia del grupo de lobby de la National Citizens Coalition. En 2002 volvió a la Cámara, tras la conversión del Partido Reformista en la Alianza Canadiense, pasando a ocupar el cargo de Jefe de la Oposición. En 2003 lideró la unión entre el Partido Conservador Progresista y la Alianza Canadiense, resultando elegido presidente del Partido Conservador de Canadá. En febrero de 2006, tras ganar las elecciones se convirtió en el vigésimo segundo primer ministro de Canadá tras ganar las elecciones, derrotando al Partido Liberal.

## Primer ministro

### Primer gobierno
Harper presentó un programa electoral lleno de guiños centristas cuyo eje lo formaban cinco puntos clave:
1.- Endurecimiento de la lucha contra la criminalidad, mediante una reforma de la justicia que permitiese condenar a penas de cinco a diez años de prisión a los culpables por delitos con armas de fuego y para suprimir la libertad condicional a los reos con dos tercios de la condena cumplida, salvo certificado de buen comportamiento o de rehabilitación.
2.- La "limpieza" del Gobierno y la Administración de comportamientos corruptos mediante una Ley de Rendición de Cuentas Federal (Federal Accountability Act) que, entre otros aspectos, prohibiría las donaciones secretas a los candidatos políticos.
3.- La reducción de las cargas fiscales a los trabajadores, partiendo de un recorte gradual del Impuesto sobre los Bienes y los Servicios (GST) del 7% al 5%.
4.- Más gasto público en apoyo a la infancia con la concesión de ayudas económicas directas a los padres con niños en edad preescolar y la extensión de la red de guarderías.
5.- Y una mejora de la calidad del sistema Medicare basada en la reducción de los tiempos de espera para recibir tratamiento médico.
Además de estas cinco prioridades, Harper y su partido se comprometían a preservar el superávit presupuestario, a avanzar en la liquidación de la deuda pública, a no revisar las legislaciones sobre el aborto y el matrimonio igualitario, a trabajar por un mejor engarce de Quebec en el marco federal sobre la base de la concesión a la provincia de más autonomía, más financiación y más presencia internacional, a reforzar la capacidad nacional de defensa, a enviar más soldados a las  misiones de paz en Afganistán y Haití, a explorar fórmulas de control de las emisiones industriales contaminantes más allá del mecanismo fijado por el Protocolo de Kioto -del que Canadá es signatario- y, cambio fundamental de política exterior, a recobrar el buen tono en las relaciones con Estados Unidos.
El aspirante a primer ministro indicó que un gobierno suyo reconsideraría la decisión de Martin de excluir a Canadá del programa de escudo antimisiles puesto en marcha por la Administración de George W. Bush e intensificaría la cooperación bilateral en la lucha antiterrorista. Pero por otro lado dejó claro que la postura canadiense sobre que los espacios de mar que rodean las islas de los territorios del Noroeste y Nunavut (vasta zona que ahora mismo cobra un valor estratégico de primer orden al haberse comprobado que la reducción de las masas de hielo del Ártico, debido al calentamiento global, hace factible el uso para la navegación interoceánica del llamado Paso del Noroeste) no son aguas internacionales sino propias, seguiría intacta e incluso sería reforzada con el despliegue de un potente dispositivo militar de vigilancia naval y aérea.
El 26 de octubre de 2006, en Ottawa, calificó de grave error la aprobación de la H.R. 6061, y lamentó la posición de Washington respecto del Muro fronterizo EE. UU. - México.

### Reelección
En las elecciones generales adelantadas del 14 de octubre del 2008 el Partido Conservador de Harper obtuvo 5.205.334 votos populares, equivalentes al 37,63% de los sufragios emitidos, y 143 de los 308 diputados que componen la Cámara de los Comunes de Canadá; mientras que el principal partido de la oposición, el Partido Liberal, obtuvo 3.629.990 votos populares que equivalían al 26,22% de los sufragios emitidos, y apenas 77 diputados. De esta manera Harper ganó las elecciones y fue reelegido para un segundo mandato como primer ministro.
Aunque los resultados del Partido Conservador fueron mejores que en las anteriores elecciones (cuando obtuvieron 36,27% de los votos y 124 diputados), y los resultados del opositor Partido Liberal fueron peores; los conservadores no lograron alcanzar los 155 diputados que necesitaban como mínimo para tener la mayoría absoluta y así poder gobernar sin pactos con otros partidos, lo cual había sido la meta de Harper al adelantar las elecciones nacionales.

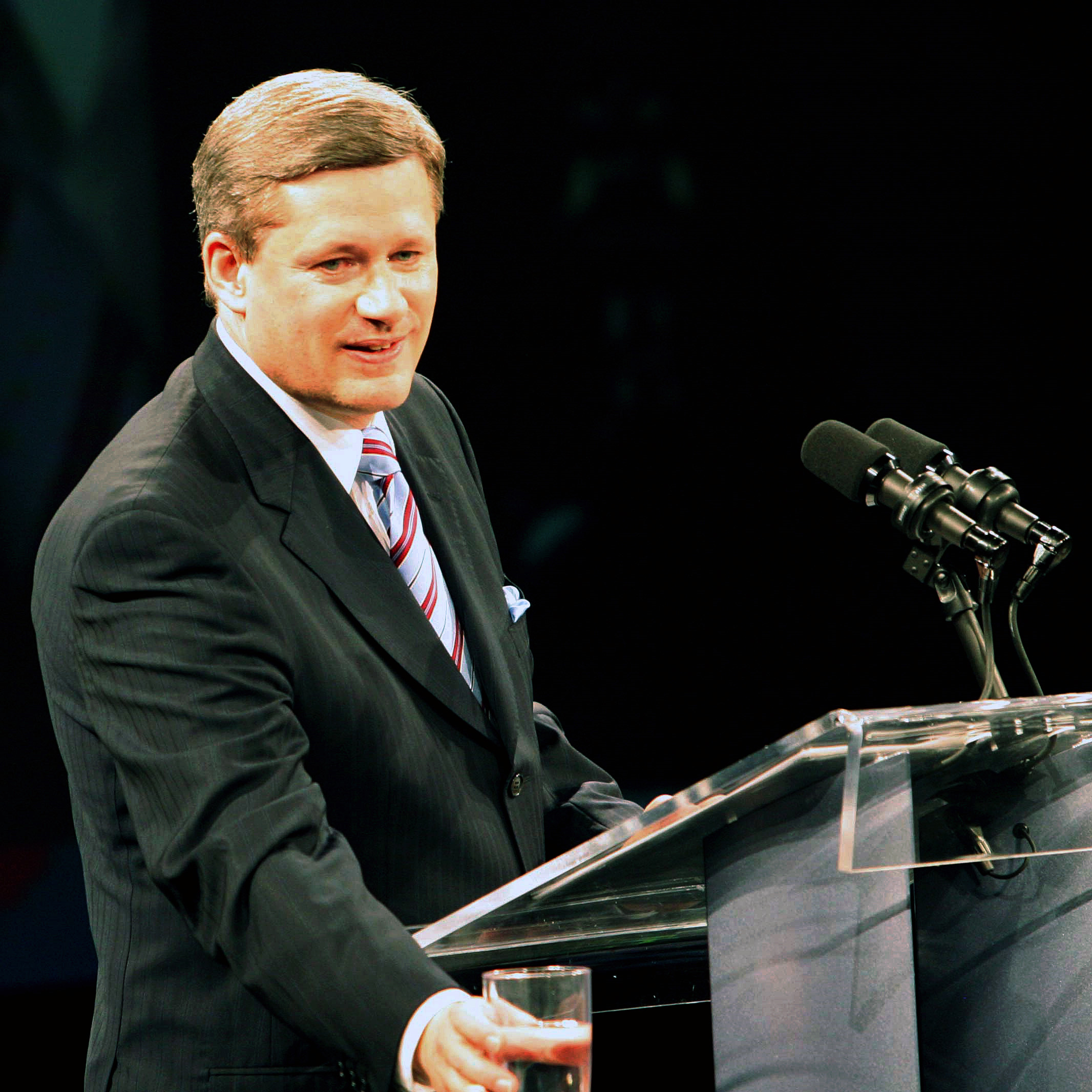
Stephen Harper el 23 de enero de 2006 en Calgary.

En 2008, los conservadores de Harper fueron devueltos a la oficina con un recuento de asiento más grande y un mandato para guiar a Canadá a través de la volatilidad de las condiciones económicas presagiando la peor  recesión mundial en medio siglo.
En su cuarto año como primer ministro, el Sr. Harper y su Gobierno trabajaron duro para asegurar la recuperación económica de Canadá de manera fuerte y sostenible. Con objeto de Mantener bajos los impuestos, la reducción del déficit y sentar las bases para la tapa de la prosperidad a largo plazo el programa del Gobierno. El Sr. Harper también promovió los intereses de los canadienses y los valores en la escena internacional en un año en Canadá fue anfitrión de los Juegos Olímpicos de 2010 y los  Juegos Paralímpicos de Invierno, las cumbres del G-8 y el G-20, y un Tour Real de Su Majestad Isabel II, Reina de Canadá.
Con respecto al conflicto estallado en Libia y luego de la aprobada resolución en la ONU en la cual se dio permiso para llevar operaciones militares en Libia en caso de ataque a los rebeldes por parte de fuerzas libias, Canadá dijo que enviará aviones de combate CF-18 para mantener la zona de exclusión aérea sobre Libia aprobada por el Consejo de Seguridad de las Naciones Unidas.
El primer ministro canadiense, Stephen Harper, expresó que "el Gobierno ha autorizado a desplegar los reactores CF-18" que se unirán a la fragata HMCS Charlottetown que Ottawa ya tiene situada frente a las costas libias.
Canadá apoya la idea de tomar rápidas acciones militares en Libia pero necesitaría dos días a fin de preparar sus naves para una operación, dijo un portavoz del Gobierno durante sus negociaciones en París.
"Aunque Canadá apoya una acción rápida, los aviones de combate canadienses acaban de llegar a la región y requerirán de dos días para prepararse para cualquier misión", dijo a Reuters por correo electrónico un portavoz del primer ministro Stephen Harper
El 25 de marzo del 2011 la Cámara de los Comunes del Parlamento canadiense aprobó una Moción de censura contra el gobierno de Harper, por lo que se tuvo que convocar a elecciones adelantadas para decidir sobre la continuidad o no de Harper y su partido en el poder. Los 156 diputados de los partidos opositores votaron a favor de la moción de censura contra el gobierno de Harper y 145 diputados del oficialismo votaron en contra. Como resultado, al día siguiente (26 de marzo), Harper anunció la convocatoria de las elecciones parlamentarias adelantadas para el día 2 de mayo del 2011.

### Tercer mandato
El 2 de mayo de 2011 el Partido Conservador de Harper ganó de forma amplia las elecciones parlamentarias federales adelantadas, con lo cual Harper fue reelecto de nuevo para lo que sería su tercer mandato como primer ministro; de sus tres victorias consecutivas ésta es la primera en la que obtiene mayoría absoluta.
El Partido Conservador obtuvo 5.832.401 votos populares, equivalentes al 39,62% de los sufragios emitidos, y 166 de los 308 diputados que componen la Cámara de los Comunes de Canadá; mientras que el Nuevo Partido Democrático (que pasó a convertirse en el principal partido de la oposición), obtuvo 4.508.474 votos populares que equivalen al 30,63% de los sufragios emitidos, y 103 diputados. El Partido Liberal, obtuvo 2.783.175 votos populares equivalentes al 18,91% de los sufragios emitidos, y apenas 34 diputados; sufriendo el peor resultado de su historia y quedando así relegado al tercer lugar. El Bloc Québécois (partido independentista de la provincia de Quebec) llegó en cuarto lugar, obteniendo 889.788 sufragios populares equivalentes al 6,04% y consiguiendo 4 diputados. En quinto lugar llegó el Partido Verde de Canadá (ecologista) que obtuvo 576.221 votos populares que equivalen al 3,91% y logró un solo diputado.

#### Guerra contra el Estado Islámico y consecuencias
En 2014 envió ayuda militar a Irak con el objeto de combatir al Estado Islámico en la Guerra contra el Estado Islámico.

#### Atentado terrorista en Canadá de 2014
El 22 de octubre de 2014 un joven islamista canadiense de 32 años atacó y mató a un soldado que custodiaba el Memorial War en Ottawa cerca del Parlamento Canadiense. Posteriormente otro joven de 25 años descrito por la policía como alguien “claramente vinculado con una ideología terrorista” e investigado por sus lazos con el yihadismo, mataba a un soldado y dejaba a otro herido tras atropellarles deliberadamente con su coche en un pueblo de Quebec. El incidente de Quebec coincidía con la partida de seis aviones de combate canadienses para Kuwait para participar en los bombardeos que la coalición internacional está efectuando contra el autonombrado Estado Islámico en Irak.

### Acuerdo comercial con Estados Unidos y Canada
Según Harper, la guerra comercial de julio de 2025 con Estados Unidos es una llamada de atención que debería impulsar a Canadá a diversificar sus socios comerciales.